# Antonov A-13
Antonov A-13 byl sovětský akrobatický kluzák užívaný v 50. a 60. letech 20. století. Jednalo se o jednomístné letadlo celokovové konstrukce malých rozměrů, vyvinuté z typu A-11, jehož křídla o větším rozpětí na něj mohla být instalována. Křídlo bylo umístěno ve středoplošné pozici na trupu který z profilu poněkud připomínal pulce, a typ měl motýlkové ocasní plochy (ve tvaru písmene V).
V únoru 1963 byl jeden exemplář vybaven proudovým motorem, s nímž dosáhl světového rychlostního rekordu v kategorii letounů do hmotnosti 500 kg v hodnotě 196 km/h. Tento stroj nesl označení An-13.

## Varianty
- A-13: Základní provedení jednomístného akrobatického kluzáku.
- A-13M: Motorizovaný kluzák s pístovým motorem nízkého výkonu.
- An-13: Varianta s proudovým motorem.

## Specifikace
Údaje platí pro variantu A-13

### Technické údaje
- Osádka: 1
- Délka: 6 m
- Rozpětí křídel: 12,1 m
- Výška: 1,2 m (měřeno ke kokpitu)
- Plocha křídla: 10,44 m²
- Štíhlost křídla: 13,8
- Profil křídla: CAGI R-32-15[p 1]
- Hmotnost prázdného stroje: 254 kg
- Vzletová hmotnost: 360 kg

### Výkony
- Pádová rychlost: 70 km/h
- Maximální přípustná rychlost letu: 350 km/h
- Maximální rychlost v poryvu: 350 km/h
- Rychlost v tahu: 200 km/h
- Rychlost navijákového vzletu: 120 km/h
- Limity přetížení: +8,66g/-3,9 g v 300 km/h
- Minimální opadání: 1,14 m/s
- Klouzavost: 1:25 při 112 km/h
- Zatížení křídla: 34,5 kg/m²